# Zan Boko
Pour plus de détails, voir Fiche technique et Distribution.
Zan Boko est un film burkinabé réalisé en 1988 par Gaston Kaboré et sorti en 1990.

## Synopsis
En territoire mossi, le village de Tinga vit à son rythme traditionnel malgré la présence de la grande ville qui le cerne. Jusqu'au jour où des géomètres viennent faire des relevés. Tinga et ses amis, éleveurs de bétails et agriculteurs, vont bientôt être entourés de somptueuses villas, et ne comprennent pas qu'on veuille leur départ. Ils ne pourront pas résister bien longtemps malgré l'appui d'un journaliste informé du conflit qui veut en témoigner au cours d'un débat télévisé qui sera censuré.

## Fiche technique
- Titre : Zan Boko
- Réalisation : Gaston Kaboré
- Langue : Moree, Sous-titres en français
- Scénario : Sékou OUÉDRAOGO / Gaston KABORÉ[2]
- Image : Sékou Ouedraogo et Issaka Thiombiano
- Son : Issa Traoré
- Montage : Andrée Davanture et Marie-Jeanne Kanyala
- Musique : Don Cherry et Henri Guédon
- Production : Bras de Fer
- Distribution : Diaphana Films
- Pays :  Burkina Faso
- Durée : 95 minutes
- Date de sortie  : France - 7 février 1990
- Support : 35mm
- couleurs :

## Distribution
- Mathias Bayili
- Colette Kaboré
- Joseph Nikiema
- Gady Pafadnam
- Simone Tapsoba
- Hippolyte Wangrawa

## À propos du film
Dans son analyse de l'ouvrage de Marie-Magdeleine Chirol, Gaston Kaboré. Conteur et visionnaire du cinéma africain, Pierre Barrot écrit : « Zan Boko est le seul long-métrage de Gaston Kaboré qui se situe dans une Afrique à la fois urbaine et contemporaine. Mais le thème de l’identité et des racines culturelles y est tout aussi présent que dans les autres œuvres du cinéaste car on assiste à la destruction d’un village et à la dépossession de ses habitants, victimes de l’expansion de la capitale ».

## Récompenses
- Tanit d'argent au Journées cinématographiques de Carthage 1988
- Prix spécial du jury (« Licorne d'argent ») au Festival international du film d'Amiens 1988
- Prix meilleur scénario Festival international du film francophone de Namur en 1989[5].